# Cerro Romero
Der Cerro Romero (spanisch; in Argentinien Cerro Necochea) ist ein Hügel im Grahamland auf der Antarktischen Halbinsel. Auf der Trinity-Halbinsel ragt er 8 km südsüdwestlich des Siffrey Point auf.
Chilenische Wissenschaftler benannten ihn nach dem Astronomen Guillermo Romero González, Teilnehmer an der 2. Chilenischen Antarktisexpedition (1947–1948) auf dem Schiff Rancagua. Namensgeber der argentinischen Benennung ist die argentinische Stadt Necochea.